# Düren (huyện)

Huy hiệu Düren (huyện)

Düren (phiên âm tiếng Việt: Đuy-ren) là một huyện (Kreis) ở phía tây của Nordrhein-Westfalen, Đức. Các huyện giáp ranh là Heinsberg, Neuss, Rhein-Erft-Kreis, Euskirchen và Aachen.

## Lịch sử
Huyện được lập năm 1972 thông qua việc sáp nhập các huyện Jülich và Düren. Cả hai huyện này được lập năm 1816 khi tỉnh mới của Phổ Rhineland được lập. Trước chiến tranh Napoleon, tất cả vùng này thuộc duchy of Jülich.

## Địa lý
Huyện nằm trên vùng đất thấp Niederrheinische Bucht và các đồi Eifel. Huyện có trữ lượng đất lignit. Huyện này cũng sản xuất giấy từ nửa sau thế kỷ 16. Sông chính chảy qua đây là sông Rur.

## Thị xã và đô thị
| Thị xã                                                | Đô thị                                                         | Đô thị                                                      |
| ----------------------------------------------------- | -------------------------------------------------------------- | ----------------------------------------------------------- |
| 1. Düren 2. Heimbach 3. Jülich 4. Linnich 5. Nideggen | 1. Aldenhoven 2. Hürtgenwald 3. Inden 4. Kreuzau 5. Langerwehe | 1. Merzenich 2. Niederzier 3. Nörvenich 4. Titz 5. Vettweiß |